# Kora
A Kora görög eredetű női név, jelentése: lány.

## Gyakorisága
Az 1990-es években nem lehetett anyakönyvezni, a 2000-es években nem szerepel a 100 leggyakoribb női név között.

## Névnapok
- május 12.[forrás?]
- május 14.[forrás?]

## Híres Korák
Kora vagy Perszephoné, az alvilág úrnője, Hadész felesége.